# Chrysosoma senegalense
Chrysosoma senegalense är en tvåvingeart som först beskrevs av Macquart 1834.  Chrysosoma senegalense ingår i släktet Chrysosoma och familjen styltflugor. Inga underarter finns listade i Catalogue of Life.